# Смиттен, Густав Густавович
Густав Густавович фон Смиттен (Карл-Магнус-Густав фон Смиттен; 1793—1864) — русский военный, генерал-майор.
Участник Отечественной войны 1812 года, принимал участие в Бородинском сражении. Участник многих сражений Наполеоновских войн, в том числе взятия Парижа. Участвовал в Русско-турецкой войне (1828—1829) и в подавлении Польского восстания 1830 года.

## Биография
Родился 10 июня 1793 года[по какому календарю?] Происходил из Лифляндских дворян, пожалованных в это достоинство Шведским королём Карлом XI в 1684 году, лютеранского вероисповедания. Сын Эриха-Густава, владельца имения Оденкат Эстляндской губернии, и жены его, рождённой фон-Тизенгаузен.
Воспитывался в Петербурге в Петришуле и 11 февраля 1808 года поступил пятидесятником в Эстляндскую милицию.
7 марта 1810 года, по Высочайшему повелению, определён юнкером в Кавалергардский полк. 1 января 1811 года произведён в эстандарт-юнкером. 20 ноября того же года произведён в корнеты.
Участвовал с Кавалергардским полком в Отечественной войне, под Бородином ранен пулей в правое колено и награждён орденом Св. Анны 3-й степени «За храбрость».
В 1813 году по излечении раны, велено «считать его при графе Барклай-де Толли», произведён в поручики. В 1814 году назначен адъютантом к фельдмаршалу князю, Барклаю-де-Толли.
В 1814 году участвовал в сражениях под Бриеном (20 января), при Бар-сюр-Обе (16 февраля), при Фершампенуазе (13 марта) и под Парижем (18 марта), где награждён орденом Св. Владимира 4-й степени с бантом.
В 1815 году находился при Высочайшем смотре войск под Вертю (28 августа).
В 1816 году назначен в штабс-ротмистры, в 1818 году в ротмистры, в том же году перемещён адъютантом к графу Сакену.
10 августа 1820 года за отличие произведён в полковники, с определением в Переяславский конно-егерский полк.
13 января 1825 года назначен командиром этого полка.
20 марта 1826 года уволен от службы, за ранами, генерал-майором, с мундиром и полной пенсией.
25 апреля 1828 года определён полковником в Нежинский конно-егерский полк и 18 ноября того же года назначен командиром Смоленского уланского полка.
Участвовал в Русско-турецкой войне (1828—1829).
В 1828 году против турок, рот поражении неприятельской кавалерии под Шумлой (8 июля) и в сражениях под этой крепостью (16, 17 и 27 июля, 11 августа и 20 сентября), где награждён орденом Св. Анны 2-й степени.
В делах при следовании к Силистрии (8 октября). В 1829 году в деле при Эскимили (20 мая) и покорении Силистрии (21 мая), в сражении при Дервиш-Джеване (7 июля), Миземврии (10 июля), Айдосе (13 июля), Ямболи (19 июля), Сливно (31 июля) и награждён орденом Св. Владимира 3-й степени, вторично при Ямболи (2 августа), при Адрианополе (с 7 по 22 августа), Демотике (23 августа), Ирепоне (31 августа).
22 сентября 1829 года за отличие в сражении против турок произведён в генерал-майоры, с назначением состоять при начальнике 4-й Гусарской дивизии.
В 1831 году назначен состоять при начальнике 6-1 Уланской дивизии, в 1832 году командиром 1-й бригады 2-й Конно-егерской дивизии.
В Польскую войну 1831 года находился в Минской, Витебской и Виленской губерниях, для очищения оных от мятежнических партий.
В 1833 году назначен командиром 2-й бригады 2-й Гусарской дивизии, в том же году командиром 1-й бригады 5-й Лёгкой кавалерийской дивизии, в том же году командиром 2-й бригады той же дивизии.
В 1835 году Лёгкая кавалерийская дивизия переименована в 4-ю. В том же году назначен состоять по кавалерии без должности, но с прежним содержанием.
19 января 1836 года уволен от службы за ранами, с мундиром и пенсионом полного оклада.
Умер 13 (25) декабря 1864 года; похоронен на Смоленском евангелическом кладбище

## Семья
Был женат: первым браком на баронессе Врангель, а вторым — на дочери подполковника Елизавете Фёдоровне фон-Шилль.
Первый брак был бездетен, а от второго брака имел детей: Наталию (1836—?), Владимира (1837—?) — директор канцелярии Государственного контроля), Александра (1839—?), Елизавету (1840—?; в замужестве Зундштрем), Софию (1843—?), Густава (1844—?; управляющий Таурогенской таможней).

## Награды
российские
- Серебряная медаль в память Отечественной войны 1812 года
- Орден Св. Владимира 4-й ст. с бантом
- Орден Св. Владимира 3-й ст.
- Орден Св. Анны 3-й ст. «За храбрость»
- Орден Св. Анны 2-й ст.

иностранные
- Орден Лилии (Королевский, Франция). Иногда ошибочно указывается орден Почётного легиона.
- Pour le Mérite (Пруссия)